# Szwarcenowo
Szwarcenowo [ʂfart͡sɛˈnɔvɔ] (tiếng Đức: Scharzenau)  là một ngôi làng ở quận hành chính của Gmina Biskupiec, trong huyện Nowomiejski, Warmińsko-Mazurskie, ở miền bắc Ba Lan. Nó nằm khoảng 8 kilômét (5 mi)   phía đông bắc Biskupiec, 19 km (12 mi) về phía tây bắc của Nowe Miasto Lubawskie và 76 km (47 mi) về phía tây của thủ đô khu vực Olsztyn.